# Gabriele Volpi
Gabriele Volpi (Recco, 29 giugno 1943) è un imprenditore e dirigente sportivo italiano naturalizzato nigeriano con interessi nella logistica petrolifera, nello sport - è stato proprietario della Pro Recco Waterpolo 1913 e dell'Arzachena - nella finanza - è stato il secondo azionista di Banca Carige - e in diverse operazioni immobiliari.
Avendo un patrimonio personale stimato in circa 3 miliardi di euro, risulta essere al fisco uno degli italiani più ricchi all'estero e l'italiano più ricco d'Africa.

## Biografia
Gabriele Volpi nasce a Recco dove gioca a pallanuoto, vincendo lo scudetto nel 1961 e lavora come operaio alla IML (Industrie Meccaniche Liguri). Nel 1965 per ragioni di lavoro si trasferisce a Lodi, dove rimane per una decina di anni. Nel 1967 diventa dipendente della Carlo Erba, come propagandista medico.

### Gli anni d'oro in Africa
Nel 1976 inizia a operare nel settore della logistica e dei trasporti in Nigeria e in Angola dove conosce Gian Angelo Perrucci, ex pallanuotista che operava come armatore, diventandone socio.
Nel 1981 costituisce la Nicotes (Nigeria Container Services), che dal 1998 si chiamerà Intels, per operare nella logistica legata all'industria petrolifera grazie allo sviluppo delle perforazioni offshore e alle concessioni ottenute nei porti nigeriani di Onne sul delta del Niger, Lagos, Warri, Port Harcourt e Calabar. In Angola negli anni '90 riesce a ottenere la gestione di una parte del porto di Luanda tramite la Sonils, una joint venture fra la Intels e la società di Stato Sonangol, mentre in Mozambico nel 2014 il governo gli concederà la licenza per una piattaforma logistica nel porto di Pemba per l'esportazione di metano. Intels è attiva da anni anche in Croazia (nel porto di Ploce), Repubblica Democratica del Congo, Costa d’Avorio, Guinea Equatoriale, Gabon, São Tomé e Príncipe. Nel corso degli ultimi tre decenni, con l'enorme espansione dell'industria petrolifera nigeriana, Intels si afferma come leader nei servizi di supporto logistico con un fatturato annuo da 2 miliardi di dollari e 15.000 dipendenti lavorando in regime di quasi monopolio con tutte le grandi multinazionali del petrolio come Exxon, Mobil, Texaco, Total, Royal Dutch Shell ed Eni e svolgendo un ruolo crescente nella fornitura di piattaforme offshore, tubazioni sottomarine e servizi logistici nella gestione dei quattro principali porti nigeriani. La società si occupa anche di produzione di tubi per il settore petrolifero, servizi marittimi, costruzione di navi, sistemi di aria condizionata, trattamento delle acque e riciclo di batterie elettriche. Inoltre per gli espatriati che lavorano in Nigeria fa costruire a Port Harcourt una cittadella blindata con appartamenti, supermercati, ristoranti, piscine, campi da tennis, scuole, eliporti. A Badagry, al confine con il Benin, su una superficie di 1000 ettari avrebbe voluto costruire il più grande porto d'Africa per 5 miliardi di dollari con il sostegno dell'armatore Gianluigi Aponte di MSC e altri ma nel 2019 l'ente nazionale di gestione degli scali blocca il progetto.

### Gli investimenti nello sport
Dal 2000 insieme agli imprenditori genovesi Fabrizio Parodi e Gian Angelo Perrucci guida la squadra di pallanuoto della Pro Recco Waterpolo 1913 riportandola ai vertici della pallanuoto italiana ed europea e assumendone la presidenza nel 2005. Nell'estate del 2012 Gabriele Volpi (presidente onorario) e i suoi figli Simone (presidente da un anno) e Matteo (vice-presidente), rassegnano le dimissioni dai loro incarichi in polemica con la federazione; la società sarà guidata da Angiolino Barreca e dal 2016 dall'ex bandiera Maurizio Felugo. In questi 20 anni la Pro Recco ha vinto 15 campionati (14 di fila), 13 Coppe Italia (7 di fila), 6 Champions League, 6 Supercoppe LEN e 1 Lega Adriatica. 

A Recco tramite la San Rocco Immobiliare da anni Volpi sta lavorando al progetto del recupero dell'area dell'ex Iml e della piscina di Punta Sant'Anna, vicino alla quale è proprietario del ristorante-stabilimento balneare Event Beach. La fase finale della LEN Champions League 2019-2020 si sarebbe dovuta tenere proprio lì nel giugno 2020 ma a marzo, in piena emergenza COVID-19, Volpi fa sospendere i lavori per realizzare le tribune capaci di ospitare circa 2.600 spettatori, allestimento che contando anche gli spogliatoi è costato 1,5 milioni di euro.
Nel 2008 diventa proprietario anche dello Spezia Calcio, che porta dalla Serie D alla Serie A (conquistata ai playoff nel 2020), ripianando debiti per più di 40 milioni di euro, mentre nel 2012 acquista il 70% del HNK Rijeka per 7 milioni di euro attraverso la Stichting Social Sport, trust con sede a Rotterdam che nel suo portafoglio ha appunto anche la Pro Recco e lo Spezia e la cui succursale belga è amministrata in quegli anni anche dall'ex dirigente sportivo Franco Carraro, portandolo ai vertici del calcio croato con la vittoria del campionato nel 2017, della Supercoppa e di 2 Coppe nazionali.. Volpi diviene così il primo proprietario di un club di Serie A a vantare la cittadinanza di un Paese africano.
Sempre nel 2012 in Nigeria fonda il Football College Abuja, scuola calcio della capitale da cui sono usciti i talenti emergenti Sadiq Umar e Abdullahi Nura (venduti alla Roma dallo Spezia per 6 milioni di euro), Theophilus Awua (venduto all'Inter per 2 milioni) e David Okereke (ceduto al Bruges per 8 milioni + 2 di bonus). Nel 2014 Damir Miskovic, presidente del Rijeka nonché vice presidente della federazione croata e Console della Croazia in Nigeria, per conto di Volpi e tramite la holding Orlean Invest West Africa Limited di cui è direttore esecutivo, firma un accordo con la federcalcio nigeriana per la costruzione di campi di calcio e la fornitura di attrezzature e know-how.
Altra operazione è stata nel luglio 2014 l'acquisizione del giocatore paraguayano Juan Iturbe per 15 milioni di euro dall'Hellas Verona, dove era in prestito, e ceduto alla Roma solo due settimane più tardi per 22 milioni: Volpi per mezzo di una offshore panamense, secondo L'Espresso, ha ricevuto il diritto a ottenere il 20% da una futura cessione del giocatore.
Cede poi il Rijeka nel 2018 al presidente Mišcović e alla società Teanna Limited; il restante 30% è sempre della Città di Fiume.
Nell'estate del 2019 l'Arzachena non si iscrive alla Serie C e il titolo sportivo viene rilevato dalla Stichting Social Sport di Volpi. La nuova Arzachena Academy Costa Smeralda Società Sportiva Dilettantistica viene dunque ammessa in sovrannumero al campionato di Serie D grazie al versamento del fondo perduto di 300.000 euro e i 50.000 di iscrizione.
Nel 2020 raggiunge la prima storica promozione in Serie A con lo Spezia. L'11 febbraio 2021 cede la società ligure agli statunitensi della famiglia Platek per 22 milioni di euro.
il 16 luglio 2023 annuncia la cessione dell'Arzachena calcio
Il 5 luglio 2024 comunica il suo disimpegno economico e quello della Orlean Invest dalla gestione della squadra di pallanuoto della Pro Recco.

### L'impegno in Banca Carige e altri progetti
Negli ultimi anni è stato impegnato, tramite la panamense Lonestar sa, nel salvataggio di Banca Carige, istituto di punta ligure di cui fino al 2019 con il 9% è stato il secondo azionista dietro a Vittorio Malacalza (27,5%), già operativo a La Spezia con la Asg Superconductors nell'ex stabilimento San Giorgio lavatrici. Dal 20 dicembre 2019 la quota detenuta da Volpi si è ridotta allo 0,665% dal precedente 9,087%.
Dal 2015 il manager Giampiero Fiorani, suo vecchio amico dai tempi di Lodi, si occupa della ristrutturazione del gruppo di Volpi per quanto riguarda il settore petrolifero, lo Spezia Calcio e gli investimenti a Recco e Santa Margherita Ligure.
A Volpi, tramite la lussemburghese White Fairy Holding, è riconducibile anche la Santa Benessere & Social, società amministrata oggi da Fiorani che gestisce sempre con il marchio Event Beach la discoteca (oggi ristorante Ten)-stabilimento La Valletta e i Bagni Rosa di Santa Margherita Ligure dove è in progetto da anni la realizzazione del nuovo porticciolo con, tra le altre cose, un centro di talassoterapia.
A novembre 2017 risulta tra gli aspiranti e probabili acquirenti di un'area di Marghera vasta circa 240.000 metri quadri al prezzo di 68 milioni di euro, del cui porto fu costruttore durante la guerra il nobile veneziano Giuseppe Volpi. L'area sarebbe destinata ad attività logistiche che, come quelle legate ad un'economia di guerra, sono tradizionalmente capital intensive e scarsamente ad alta intensità di lavoro (alti costi e scarso reddito pro capite per metro quadro).
Tale area si trova in una posizione strategica fra aeroporto, snodo ferroviario e città di Venezia, teatro quindi di una potenzialmente enorme operazione immobiliare. 

L'operazione della società Orlean Invest a maggio 2018 versa in una fase di stallo, a causa del mancato assenso di uno dei due principali creditori, il Monte dei Paschi. La banca senese è socia di controllo al 25% di Marinella SpA, società in concordato fallimentare che gestisce l'estesa tenuta di Marinella di Sarzana vicino a La Spezia; il piano prevede un'offerta da parte di Volpi di 30 milioni di euro per 480 ettari della tenuta, compresi i 100 immobili, i casali e 7 spiagge attrezzate. 

Nel marzo 2020 la Intels di Volpi, attraverso la River Docks (una società del gruppo Orlean Invest), per 19 milioni di euro riesce finalmente a portare a termine l'acquisizione dell'Interporto di Venezia e del Terminal Intermodale di Marghera che dal 2013 erano affidati a una gestione commissariale.
Al 2018 risulta essere socio di Eataly e Moncler sempre tramite la Lonestar sa e grazie alla consulenza di Giovanni Tamburi.
Nel 2019 nasce il Gruppo TEN Food & Beverage che raggruppa i brand Ten Restaurant, California Bakery, Al Mare by Ten oltre al Moody e la Pasticceria Svizzera 1910 di Genova. Il gruppo arriva a contare circa 40 ristoranti dislocati tra Emilia Romagna, Veneto, Liguria, Lombardia, Sardegna e Canton Ticino. Successivamente la società viene messa in liquidazione venendo sostituita dalla Romeo&Giulietta Srl, le cui quote sono sempre detenute dalla stessa società riconducibile a Volpi, la Ten Food Luxembourg, e molti locali vengono chiusi per concentrarsi su eventi e matrimoni in una dimora di Castelletto, su ristoranti di alto livello come Capo Santa Chiara a Boccadasse oltre all’hotel delle Rose a Porto Cervo.
Tramite la Social Sport Stitching nel 2021, insieme a Fioranj, lancia un nuovo giornale nazionale chiamato La Ragione con direttore Davide Giacalone e Fulvio Giuliani.

## Vita privata
Dal matrimonio con Rosi Volpi ha avuto figli, Simone (direttore generale della Orlean Invest, presidente della Pro Recco fino al 2012 e vice-presidente e membro del CdA dello Spezia fino al 2015) e Matteo, (vice-presidente della squadra di pallanuoto fino al 2012, presidente dello Spezia in due periodi diversi tra il 2011 e il 2015 nonché capo delle relazioni con i governi africani e gestore del ristorante-stabilimento balneare Event Beach insieme a Giampiero Fiorani).
Nel maggio del 2021 si sposa a Port Harcourt con la cubana Soby Harrow Leon.

## Controversie

### I guai con Perrucci
Per la bancarotta di Medafrica, società del suo socio Gian Angelo Perrucci, nel 1991 patteggia 3 anni poi condonati.
Nel marzo 2016, in relazione a un'indagine condotta dal nucleo di polizia tributaria della Guardia di Finanza, viene accusato insieme a Perrucci di contrabbando e vengono sequestrati due velivoli ovvero un Falcon del valore di 30 milioni e un Gulfstream Aerospace da 40 milioni acquistati tra l'Inghilterra e gli USA senza pagare circa 9 milioni di IVA intestandoli poi a presunte società di chartering danesi. Due mesi dopo il Tribunale del Riesame restituisce i due jet a Volpi e Perrucci poiché il sequestro non sarebbe stato sufficientemente motivato.

### La proprietà del Verona e le accuse per autoriciclaggio ed evasione
Per quanto riguarda la giustizia sportiva, nel 2017 la Procura Generale della FIGC apre un'inchiesta, archiviata quasi subito per mancanza di prove, per fare luce sull'effettiva proprietà del Verona Calcio (ha destato sospetti un prestito di 10 milioni tra la HV7, la società attraverso cui Maurizio Setti controlla il club scaligero, e la San Rocco Immobiliare di Volpi), girata alla Procura della Repubblica di Como che in quell'anno chiede per lui il rinvio a giudizio con l'accusa di autoriciclaggio in una maxi-inchiesta già chiusa a carico di altre 26 persone.
Secondo la tesi della pubblica accusa, si sarebbe fatto portare denaro «provento di vari delitti» commessi «in Italia e all’estero», come «bancarotta fraudolenta, utilizzo di fatture per operazioni inesistenti nella gestione della Pro Recco, corruzione di funzionari del governo della Nigeria». Secondo la Guardia di Finanza, vi fu il coinvolgimento di un gruppo di società controllate dalla Orlean Invest Africa Limited, facenti capo (nel 2012) alla fiduciaria panamense Orlean Invest Holding. 

Nel novembre 2018, per non aver rispettato il debito concesso tre anni prima, Setti viene condannato a risarcire Volpi. Il 10 dicembre 2019 la Santa Benessere & Social presenta istanza di fallimento al Tribunale di Bologna nei confronti della HV7 di Setti che deve a Volpi in tutto circa 18 milioni di euro; il patron del Verona avrebbe trasferito le azioni del club dalla HV7 alla HV23, entrambe in liquidazione, e poi alla Star Ball Srl per evitare di pagare il debito. Il 3 febbraio 2021 la Corte di Appello annulla le sentenze del Tribunale di Bologna che aveva dichiarato il fallimento delle società H23 e HV7 in quanto l'H23 ha la capacità economica per pagare gli eventuali creditori e HV7 non debitrice della Santa Benessere & Social.  Il 13 maggio 2021 viene indagato dalla procura di Bologna per appropriazione indebita e autoriciclaggio eseguita dalle casse della società calcistica per ristrutturare un'altra società per evitarne il fallimento. La Guardia di Finanza ha contestualmente eseguito il sequestro 6,5 milioni di euro, ritenuto l'importo sottratto. Secondo il GIP che ha firmato il sequestro preventivo, Setti “per acquistare e gestire la società Hellas Verona si è interamente fatto finanziare da società riconducibili a Volpi”.
Il 18 novembre 2017, sulla base di un accertamento effettuato tre anni prima e in relazione al biennio 2009-2011, viene condannato in primo grado dalla Commissione tributaria provinciale di Genova per avere evaso somme derivanti dalla qualificazione della squadra Pro Recco, che gioca in serie A1, come squadra "dilettante" di pallanuoto (e non di livello professionale): Volpi avrebbe pagato in nero i giocatori (a fronte di guadagni bassi, sulla carta, avrebbero acquistato auto e case costose) e deve versare al fisco quanto avrebbe evaso; parallelamente sul piano sportivo la Federazione Italiana Nuoto apre un'inchiesta federale mettendo a rischio gli scudetti vinti in quegli anni. Invece non vi erano state contestazioni gravi da una verifica della Direzione Regionale dell'Agenzia delle Entrate effettuata nel 2012.
L'8 maggio 2018, in relazione all'inchiesta per autoriciclaggio e intestazione fittizia di beni, la Guardia di Finanza esegue perquisizioni e sequestri in diverse parti d'Italia negli studi di commercialisti, consulenti e collaboratori non indagati. Volpi, spalleggiato da Fiorani, oltre ai presunti pagamenti in nero ai giocatori della Pro Recco, è accusato del rientro dalla Svizzera per mezzo di alcuni "spalloni" di soldi frutto di evasione fiscale che Gabriele Giuntini, amministratore della Santa Benessere & Social fino al 2017, ed Eugenio Ferrari, suo successore, avrebbero poi consegnato a Volpi; il fascicolo per competenza territoriale verrà trasferito alla Procura di Genova. Tutta l'inchiesta era nata dalle cause di lavoro intentate da Maria Orioli, ex segretaria della Pro Recco, e Giuseppe Spalenza, ex dirigente dello Spezia.

### I rapporti con Abubakar
Il politico e imprenditore nigeriano Atiku Abubakar quando era ancora vice-direttore generale del servizio doganale nigeriano ha fondato con Volpi la Nicotes, società collegata alla Orlean Invest, diventandone però consigliere e azionista nel 1989 dopo aver lasciato le dogane. Abubakar ricopre l'incarico di vice-presidente della Nigeria dal 1999 al 2007 sotto Olusegun Obasanjo conferendo la sua partecipazione in Nicotes - nel frattempo ribattezzata Intels - al blind trust panamense Orlean Invest Holding che lo stesso Volpi controlla, successivamente sostituita dalla Guernsey Trust Company, società nigeriana di cui è trustee sempre l'italiano. Successivamente è candidato alle elezioni presidenziali del 2007 per il Congresso d'Azione della Nigeria arrivando 3º e a quelle del 2019 per il Partito Democratico Popolare venendo sconfitto da Muhammadu Buhari. 

Secondo la relazione Keeping foreign corruption out of the United States della Permanent subcommittee on investigations (PSI), la commissione permanente di inchiesta del Senato statunitense, che per oltre un anno ha investigato il fenomeno della corruzione della leadership politica nigeriana, la fortuna di Volpi sarebbe legata ai rapporti con Abubakar ed emerge il sospetto che almeno parte di società e trust gestiti o posseduti dall'imprenditore ligure siano in realtà riconducibili al politico nigeriano il quale, secondo la stessa commissione, tramite la moglie avrebbe intascato diversi milioni in tangenti pagate dalla multinazionale Siemens AG.

### Favoreggiamento dell'immigrazione clandestina
A inizio 2019 viene invece aperta un'inchiesta per favoreggiamento dell'immigrazione clandestina per fare luce sul tesseramento fittizio di giovani calciatori extracomunitari: gli indagati, tra i quali figurano Volpi, Fiorani e Felugo, tra il 2014 e il 2017 avrebbero selezionato diversi giocatori nigeriani alla scuola calcio di Abuja (vedi Sadiq, Nura, Okereke...) ottenendo dall'ambasciata il permesso a prendere parte a tornei in Italia ma prima della scadenza del visto come "minori non accompagnati" sarebbero stati affidati a tutori vicino allo Spezia Calcio e "parcheggiati" presso società dilettantistiche - come il Valdivara 5 Terre di Giovanni Plotegher (genero dell’ex senatore Luigi Grillo) - fino al compimento dei 18 anni per essere tesserati infine dalla squadra spezzina ed essere rivenduti generando grosse plusvalenze. Già a settembre il GIP su richiesta della Procura di La Spezia decide di archiviare la posizione di Volpi per non aver acquisito «elementi di prova diretti relativi alla sua partecipazione all'ideazione e alla realizzazione del marchingegno fraudolento per far giungere in Italia i calciatori minorenni»; anche per altri 18 indagati su 22 viene decisa l'archiviazione mentre con la FIGC si arriverà al patteggiamento di un'ammenda da 60.000 euro. Invece, per la violazione accertata nel trasferimento di Goodness Ajayi, la federazione croata riceve una multa di 16.000 franchi svizzeri e il Rijeka una di 10.000 franchi. Il 16 luglio 2021, quando ormai Volpi ha venduto la società, la disciplinare della FIFA infligge allo Spezia uno stop di quattro sessioni di mercato oltre a una multa di 500.000 franchi svizzeri (460.000 euro) per violazioni alle regole sui trasferimenti internazionali e sui tesseramenti di minorenni: secondo i giudici di Zurigo il club comprava giocatori minorenni in Nigeria e li portava in Italia aggirando le regole della federazione (nello specifico l’art. 19) e le norme sull’immigrazione. Lo stesso stop e una multa di 4.000 franchi svizzeri vengono comminati alla Lavagnese e al Valdivara 5 Terre che avrebbero partecipato al sistema.